# Lion Gri
Lion Gri — молдавская винодельческая компания и марка молдавских вин.

## Виноградные плантации

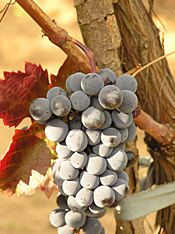
Виноградники Лион Гри- Вулкэнешты

В работе по созданию виноградников компания «LION-GRI» сотрудничает с Национальным Институтом Виноградарства и Виноделия Молдовы, «SGS Moldova», «Rauschedo» (Италия), «WEIS» (Германия) и «Guillaume SARL» (Франция).
В период с 2002 года по 2006 год в Южной микрозоне, в Вулкэнештах, Чишмикиой, Томай в рамках программы по развитию собственной сырьевой базы, компанией «LION-GRI» были посажены 821 га винограда.
Белых сортов: Совиньон Блан, Алиготе, Шардоне, Уни Блан, Вионье, Пино-гри, Рислинг.

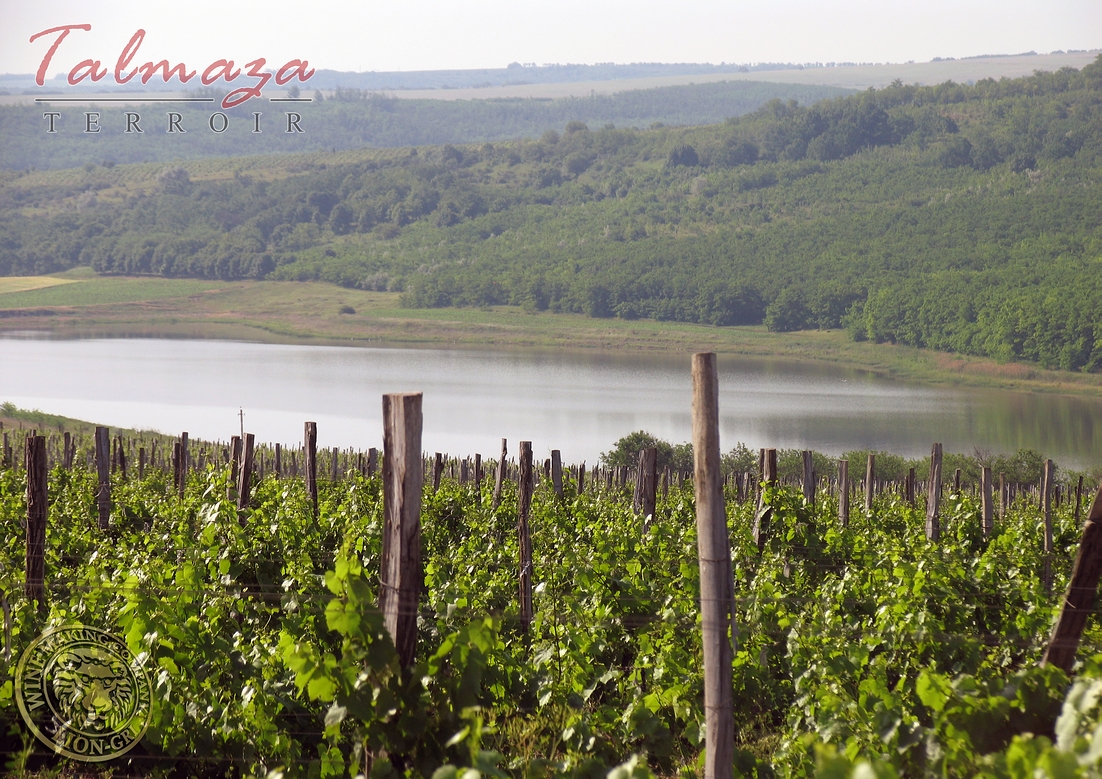
Виноградники Лион Гри- Талмаза

 Также были увеличены посадки красных сортов винограда: Мерло, Каберне Совиньон, Саперави, Сира и Марсала. Виноградники Юго-восточной зоны простираются на площади в 500 га. неподалёку от села Талмаза и входят в одноимённом комплексе первичного виноделия. В этом регионе компания также выращивает Шардоне, Пино-гри и Рислинг.